# De sterrennacht
De sterrennacht is een schilderij van de Nederlandse postimpressionistische kunstschilder Vincent van Gogh. Het is geschilderd in olieverf op doek en meet 73 bij 92 cm. Het wordt gezien als een van zijn grootste meesterwerken. Het behoort tot de permanente collectie van het Museum of Modern Art in New York. 

## Periode
Door velen wordt Van Gogh's periode van februari 1888 tot mei 1889 als zijn meest creatieve episode beschouwd, waaruit 187 werken van zijn hand bekend zijn. Hij heeft vanaf 1888 tijdens zijn verblijf te Arles diverse stukken geschilderd die op De sterrennacht lijken. Hij noemde deze periode zelf zijn Studie van de sterrenhemel. Zo schilderde hij in september 1888 het stuk Sterrennacht boven de Rhône, dat op dit schilderij lijkt. In juni 1889 maakte van Gogh De sterrennacht, toen hij gedurende langere tijd vrijwillig was opgenomen in het ziekenhuis van Saint-Paul-de-Mausole in Saint-Rémy-de-Provence voor een psychiatrische behandeling. Ook maakte hij een aantal pentekeningen met hetzelfde onderwerp. Halverwege september stuurde hij de sterrennachtschilderijen naar zijn broer in Parijs.

## Betekenis
Het schilderij is een nachttafereel met gele sterren boven een kleine stad met heuvels. Het is een uitzicht vanuit een denkbeeldig punt over een dorp met kerktoren, met links een vlammende cipres en rechts olijfbomen tegen de heuvels op. Voor het gebruik van complementaire kleuren greep Van Gogh terug op Delacroix.
Vaak wordt het schilderij geassocieerd met de woorden van Vincent van Gogh: "Waarom, vraag ik me af, zouden de stralende stippen in de lucht niet net zo makkelijk te bereiken zijn als de zwarte stippen op de kaart van Frankrijk? Net zoals we de trein naar Tarascon of Rouen nemen, gebruiken we de dood om naar de sterren te reizen." Hij schreef dit in een brief aan zijn broer Theo die hij verzond vanuit Arles op 9 of 10 juli 1888.
Van Gogh schilderde het stuk in een tijd dat hij een sterke drang naar religie voelde. Hierna zou hij in een depressie terechtkomen.

## Trivia
- In de Amerikaanse serie The 100 komt het schilderij ook voor.
- In de Amerikaanse serie Boy Meets World komt het schilderij ook voor.
- In de Britse serie Doctor Who schildert Van Gogh de TARDIS (ruimteschip en tijdmachine) in dit schilderij.
- Het schilderij is meerdere malen te zien in de Amerikaanse film I Am Legend uit 2007.
- De sterrennacht vormde de inspiratie voor het lied Vincent van de zanger Don McLean, dat begint met de woorden, Starry, starry night.[1]
- Hetzelfde geldt voor Timbres, espace, mouvement van Franse componist Henri Dutilleux;[2]
- Ook Starry night van Alan Hovhaness vond zijn inspiratie in dit schilderij.
- Op 17 december 2019 heeft de Internationale Astronomische Unie officieel bekendgemaakt dat de definitieve naam voor de ster HAT-P-6 "Sterrennacht" is.[3]
- De naam van reuzenpandababy Fan Xing verwijst naar Van Gogh en De Sterrennacht.
- LEGO bracht in 2022 een set (Ideas 21333) uit van dit schilderij met een mini-fig van Van Gogh.